# Hamaya Hiroshi

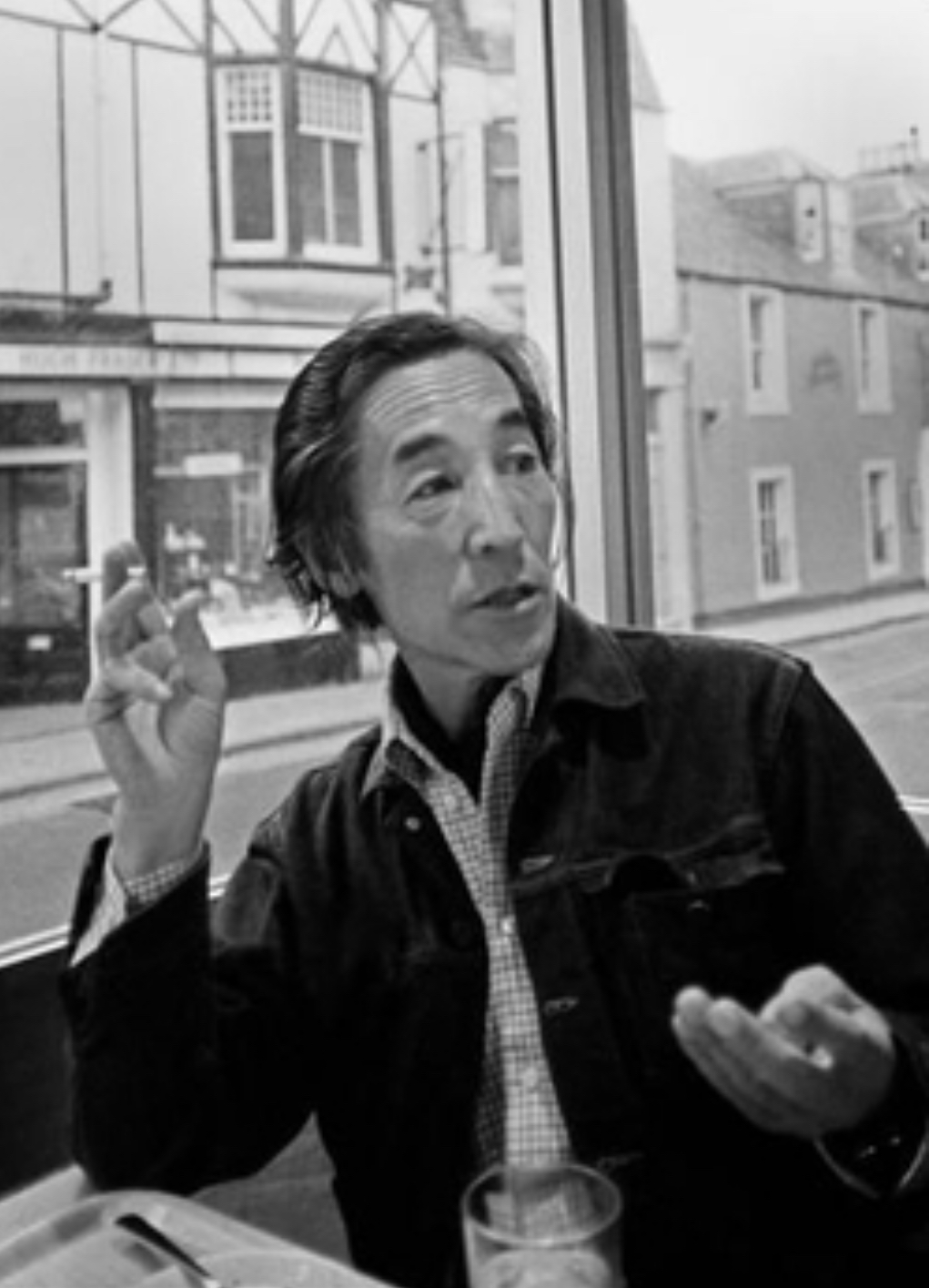
Hamaya Hiroshi (1973)

Hamaya Hiroshi (japanisch 濱谷 浩; * 28. März 1915 in Tokio; † 6. März 1999 ebenda) war ein japanischer Fotograf.

## Leben
Hamaya begann als Fünfzehnjähriger zu fotografieren und studierte dann unter Watanabe Yoshio (渡辺 義雄; 1907–2000). 1937 begann er, als freischaffender Fotojournalist zu arbeiten. 1939 lernte er den Ethnologen Shibusawa Keizō kennen, der sein Interesse am täglichen Leben und den Festtagsbräuchen der Bevölkerung der entlegenen Präfektur Niigata weckte. In den Jahren 1940 und 1942 unternahm er Reisen in die Mandschurei und nach China; beide Länder waren damals von Japan besetzt.
Nach dem Krieg bereiste er erneut den Norden Japans und die Präfektur Niigata. Dort entstand seine bekannte Fotoserie Village in the Snow. 1950 begann er, auch das Leben in den Großstädten in Bildberichten festzuhalten; beschäftigte sich jedoch auch weiterhin mit der bäuerlichen japanischen Lebenswelt. „Ura Nihon“ (裏日本) – gemeint ist die „Rückseite Japans“, die der Japansee zugewandte, weniger entwickelte Seite Japans – aus dem Jahr 1957 ist eine weitere wichtige Fotosammlung, die 1958 mit dem Mainichi-Kulturpreis ausgezeichnet wurde.
Als erster asiatischer Fotograf wurde Hamaya 1960 Mitglied der Agentur Magnum Photos. In den 1960er und 1970er Jahren führten ihn Reisen für verschiedene Fotoprojekte in die ganze Welt.
1987 erhielt er den Hasselblad Foundation Award für Fotografie.